# Диль, Элла Александровна
Э́лла Алекса́ндровна Диль (нем. Diehl, до замужества — Карачкова, род. 5 августа 1978 года в Куйбышеве, СССР) — российская бадминтонистка, 15-кратная чемпионка России, мастер спорта России международного класса. Выступает в одиночном разряде.
Первым тренером Элла была её мать Людмила Карачкова. Окончила Самарский юридический университет.
Дважды участвовала в летних Олимпийских играх: в 2000 году в Сиднее проиграла во втором круге, а в 2008 году в Пекине уступила в первом же матче.
По итогам 2010 года стала лауреатом проводимого Национальной федерацией бадминтона России конкурса «Бадминтонист года».
23 июня 2007 года в Германии вышла замуж за тренера юношеской сборной Швейцарии по бадминтону немца Райнера Диля, с которым познакомилась в 2000 году. Вместе с мужем проживает в швейцарском городе Ивердон. Есть ребёнок от первого брака. 11 октября 2011 года у Эллы и Райнера родилась дочь Леа.

## Достижения
| Место | Соревнования | Дата | Место проведения/Турнир                                |
| ----- | ------------ | ---- | ------------------------------------------------------ |
| 2     | Одиночки     | 2006 | Italian International                                  |
| 2     | Одиночки     | 2006 | JSC ENERGETICS BULGARIAN OPEN                          |
| 1     | Одиночки     | 2006 | Italian International                                  |
| 1     | Одиночки     | 2006 | Bank of Scotland International Badminton Championships |
| 2     | Одиночки     | 2006 | Belgian International                                  |
| 1     | Одиночки     | 2006 | US OPEN                                                |
| 1     | Одиночки     | 2005 | LE VOLANT D OR de TOULOUSE OPEN International          |
| 1     | Одиночки     | 2005 | Irish International                                    |
| 1     | Одиночки     | 2005 | Scottish International                                 |
| 2     | Одиночки     | 2005 | Russian Open                                           |
| 1     | Одиночки     | 2005 | SPANISH OPEN International                             |
| 2     | Одиночки     | 2005 | NOKIA POLISH OPEN International                        |
| 1     | Одиночки     | 2004 | LE VOLANT D`OR, TOULOUSE Open                          |
| 1     | Одиночки     | 2004 | Russian Open                                           |
| 2     | Одиночки     | 2004 | Portuguese International                               |
| 1     | Одиночки     | 2003 | Welsh International                                    |